# Butler Lampson

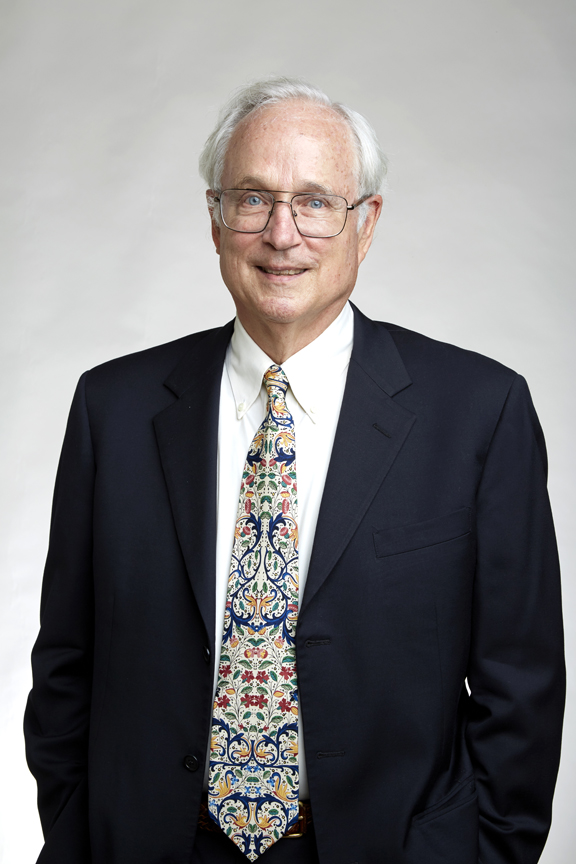
Butler Lampson in 2018

Butler Wright Lampson (Washington D.C., 23 december 1943) is een Amerikaans informaticus. Hij was betrokken bij verschillende belangrijke ontwikkelingen op het gebied van computernetwerken en personal computers, en kreeg daarvoor in 1992 een Turing Award.

## Levensloop
Butler Lampson werd in 1943 geboren in Washington D.C. Hij bezocht The Lawrenceville School, een kostschool in Lawrenceville in New Jersey. In 1964 haalde hij een Bachelor in natuurkunde aan de Harvard-universiteit en daarna promoveerde hij in 1967 in elektrotechniek en informatica aan de Universiteit van Californië in Berkeley. Na zijn promotie bleef hij enige jaren als docent en onderzoeker in Berkeley werken.
In 1971 ging Lampson bij het Computer Science Laboratory van Xerox PARC werken. Hier was hij betrokken bij de ontwikkeling van de Xerox Alto, de eerste personal computer met een muis en een grafische gebruikersomgeving. Bovendien was hij betrokken bij het ontwikkelen van de laserprinter, de eerste wysiwyg-tekstverwerker, ethernet en verschillende invloedrijke programmeertalen.
Toen in 1983 zijn manager Robert Taylor na een ruzie Xerox PARC verliet, volgde Lampson hem naar DEC, waarna hij 1995 bij Microsoft ging werken, waar hij onder andere onderzoek deed naar tabletcomputers.
Sinds 1987 is Lampson als externe docent aan het Massachusetts Institute of Technology verbonden.

## Prijzen
In 1992 won Lampson met zijn bijdragen aan computernetwerken en personal computers een Turing Award en in 2001 een John von Neumann Medal. Sinds 2018 is hij een Foreign Member of the Royal Society.
1966: Alan J. Perlis ·
1967: Maurice V. Wilkes ·
1968: Richard Hamming ·
1969: Marvin Minsky ·
1970: J.H. Wilkinson ·
1971: John McCarthy ·
1972: Edsger Dijkstra ·
1973: Charles W. Bachman ·
1974: Donald E. Knuth ·
1975: Allen Newell, Herbert Simon ·
1976: Michael Rabin, Dana S. Scott ·
1977: John Backus ·
1978: Robert W. Floyd ·
1979: Kenneth E. Iverson ·
1980: Tony Hoare ·
1981: Edgar F. (Ted) Codd ·
1982: Stephen A. Cook ·
1983: Ken Thompson, Dennis M. Ritchie ·
1984: Niklaus Wirth ·
1985: Richard M. Karp ·
1986: John Hopcroft, Robert Tarjan ·
1987: John Cocke ·
1988: Ivan Sutherland ·
1989: William Kahan ·
1990: Fernando J. Corbató ·
1991: Robin Milner ·
1992: Butler Lampson ·
1993: Juris Hartmanis, Richard E. Stearns ·
1994: Edward Feigenbaum, Raj Reddy ·
1995: Manuel Blum ·
1996: Amir Pnueli ·
1997: Douglas Engelbart ·
1998: Jim Gray ·
1999: Frederick P. Brooks, Jr. ·
2000: Andrew Chi-Chih Yao ·
2001: Ole-Johan Dahl, Kristen Nygaard ·
2002: Ron Rivest, Adi Shamir, Leonard M. Adleman ·
2003: Alan Kay ·
2004: Vinton G. Cerf, Robert E. Kahn ·
2005: Peter Naur ·
2006: Frances E. Allen ·
2007: Edmund M. Clarke, E. Allen Emerson, Joseph Sifakis ·
2008: Barbara Liskov ·
2009: Charles Thacker ·
2010: Leslie Valiant ·
2011: Judea Pearl ·
2012: Shafi Goldwasser, Silvio Micali ·
2013: Leslie Lamport ·
2014: Michael Stonebraker ·
2015: Martin Hellman, Whitfield Diffie ·
2016: Tim Berners-Lee ·
2017: John L. Hennessy, David Patterson ·
2018: Yoshua Bengio, Geoffrey Hinton, Yann LeCun ·
2019: Patrick M. Hanrahan, Edwin E. Catmull ·
2020: Alfred Aho, Jeffrey Ullman ·
2021: Jack Dongarra ·
2022: Robert Metcalfe ·
2023: Avi Wigderson